# Physalia
Physalia es un género del orden de los sifonóforos. Se trata de colonias de cuatro tipo de organismos, especialmente pólipos y medusas, que flotan en los océanos Atlántico, Índico y Pacífico. Una vejiga llena de gas parecida a una botella azul proporciona flotabilidad, y largos tentáculos venenosos llamados cnidoblastos proporcionan un medio para capturar sus presas. Una vela en la parte flotante permite a las especies del género Physalia impulsarse a través del mar, frecuentemente en grupos. Algunos individuos terminan varados en playas, donde los tóxicos cnidoblastos pueden permanecer con su potente efecto durante semanas o meses en condiciones favorables. Ambas especies de estos sifonóforos se asemejan a una medusa en apariencia, con su campana y tentáculos.
A la especie Physalia utriculus comúnmente se le da el nombre de carabela del Pacífico para distinguirla de la más distribuida y grande en tamaño Physalia physalis, llamada Carabela o Fragata portuguesa. Ambas especies se diferencian por el largo de su flotador -15 cm/6 in en comparación a 30 cm/12 in- y por un único tentáculo contra múltiples tentáculos peligrosamente largos. No se registran fallecimientos por envenenamiento de P. utriculus, a diferencia de la especie más grande.
El género fue descrito por primera vez por Jean-Baptiste Lamarck en 1801.

## Diversidades
La familia Physaliidae es monotípica, consistiendo de un solo género, Physalia. El género solamente contiene dos especies.